# Утакмице фудбалске репрезентације Мађарске 1948.
| Домаћин · 1948 | Гост · 1948 |

Фудбалска репрезентација Мађарске је током 1948. године одиграла девет утакмица. Три сусрета су била у оквиру купа Европе, а пет мечева су била у оквиру Балканског првенства, само једна утакмица је била пријатељског карактера, против репрезентације Аустрије. Репрезентација Мађарске је 23. маја одиграла два меча, А-тим је победио Чехословачку у Будимпешти, а Б-тим је ремизирао у Албанији.
После три успешне године Тибор Галович се као селектор опростио на утакмици против репрезентације Румуније са победом од 9 : 0. Репрезентацијом је у наредна три меча управљала „Селекторска комисија“.
Савезни селектор националног тима у овом периоду је био:
- Тибор Галовић 258 — 262.
- Селекторска комисија: Густав Шебеш, Габор Клебер, Бела Мандик. 263 — 266.[note 1]

## Утакмице
| Мађарска                                                        | 7 : 4 (3 : 3) | Швајцарска                                        |
| --------------------------------------------------------------- | ------------- | ------------------------------------------------- |
| Пушкаш 1’ 88’ · Деак 36’ 76’ · Геце 42’ · Егреши 74’ · Суса 86’ | Извештај      | Лусенти 5’ · Амадо 30’ · Мајлард 31’ · Тамини 87’ |

| Аустрија                                         | 3 : 2 (1 : 1) | Мађарска            |
| ------------------------------------------------ | ------------- | ------------------- |
| Мелхиор I 24’ · Вагнер 67’ (пен) · Кернек II 84’ | Извештај      | Суса 16’ · Деак 48’ |

| Мађарска              | 2 : 1 (1 : 0) | Чехословачка |
| --------------------- | ------------- | ------------ |
| Егреши 16’ · Деак 73’ | Извештај      | Шуберт 81’   |

| Албанија | 0 : 0    | Мађарска |
| -------- | -------- | -------- |
|          | Извештај |          |

| Мађарска                                                              | 9 : 0 (2 : 0) | Румунија |
| --------------------------------------------------------------------- | ------------- | -------- |
| Месарош 30’ 46’ · Егреши 43’ 60’ 71’ · Пушкаш 57’ 87’ · Кочиш 66’ 84’ | Извештај      |          |

| Пољска                 | 2 : 6 (1 : 3) | Мађарска                                                          |
| ---------------------- | ------------- | ----------------------------------------------------------------- |
| Кохут 35’ · Чешлик 66’ | Извештај      | Божик 19’ · Хидегкути 25’ 82’ · Суса 30’ · Деак 67’ · Тот III 68’ |

| Мађарска            | 2 : 1 (2 : 1) | Аустрија      |
| ------------------- | ------------- | ------------- |
| Деак 16’ · Суса 31’ | Извештај      | Мелхиор I 42’ |

| Румунија           | 1 : 5 (0 : 1) | Мађарска                          |
| ------------------ | ------------- | --------------------------------- |
| Јожеф Печовски 77’ | Извештај      | Пушкаш 44’ 63’ 84’ · Деак 50’ 68’ |

| Бугарска    | 1 : 0 (1 : 0) | Мађарска |
| ----------- | ------------- | -------- |
| Миланов 15’ | Извештај      |          |

## Играчи репрезентације
| - Ђула Грошич - Ференц Пушкаш - Ференц Деак - Ференц Суса - Маћаш Тот - Шандор Кочиш - Јожеф Божик - Нандор Хидегкути - Јожеф Закаријаш - Ференц Рудаш - Ђула Лорант |